# Giovanni Casale (calciatore)
Giovanni Casale (Legnano, 18 maggio 1923 – 12 settembre 2006) è stato un calciatore italiano, di ruolo portiere.

## Carriera
Esordisce nella VISA Voghera, con cui ottiene nel 1942 la promozione dalla Prima Divisione alla Serie C; rimane a Voghera anche durante il periodo bellico, e nel campionato di Serie B-C Alta Italia 1945-1946 è tra i pali della Vogherese. Con la maglia rossonera disputa 11 delle 22 partite di campionato, e a fine stagione passa allo Spezia, militante in Serie B.
Nella stagione 1946-1947 è il portiere titolare della formazione spezzina, con cui gioca 33 partite di campionato, mentre nella stagione successiva, pur riconfermato, viene relegato al ruolo di riserva di Fabbri e non scende mai in campo. Nel 1948 passa quindi in prestito al Brescia, sempre tra i cadetti: con la maglia delle Rondinelle non ritrova il posto da titolare, chiuso da Giuseppe Romano, e totalizza 2 presenze in tutto.
Rientrato allo Spezia, viene posto in lista di trasferimento, e scende in Serie C ingaggiato dal Piacenza, di cui è il portiere titolare nel campionato di Serie C 1949-1950. Nella stagione successiva, tuttavia, viene nuovamente escluso dalla prima squadra a favore di Remo Peroncelli; nell'ottobre 1950 torna in prestito alla Vogherese. Dopo un'altra stagione tra le riserve lascia il Piacenza nel 1952.
Dopo il ritiro è stato allenatore di diverse squadre giovanili nella zona di Voghera.

## Palmarès

### Giocatore

#### Competizioni regionali
- Prima Divisione: 1

VISA Voghera: 1941-1942